# Liste des principales œuvres pour arpeggione

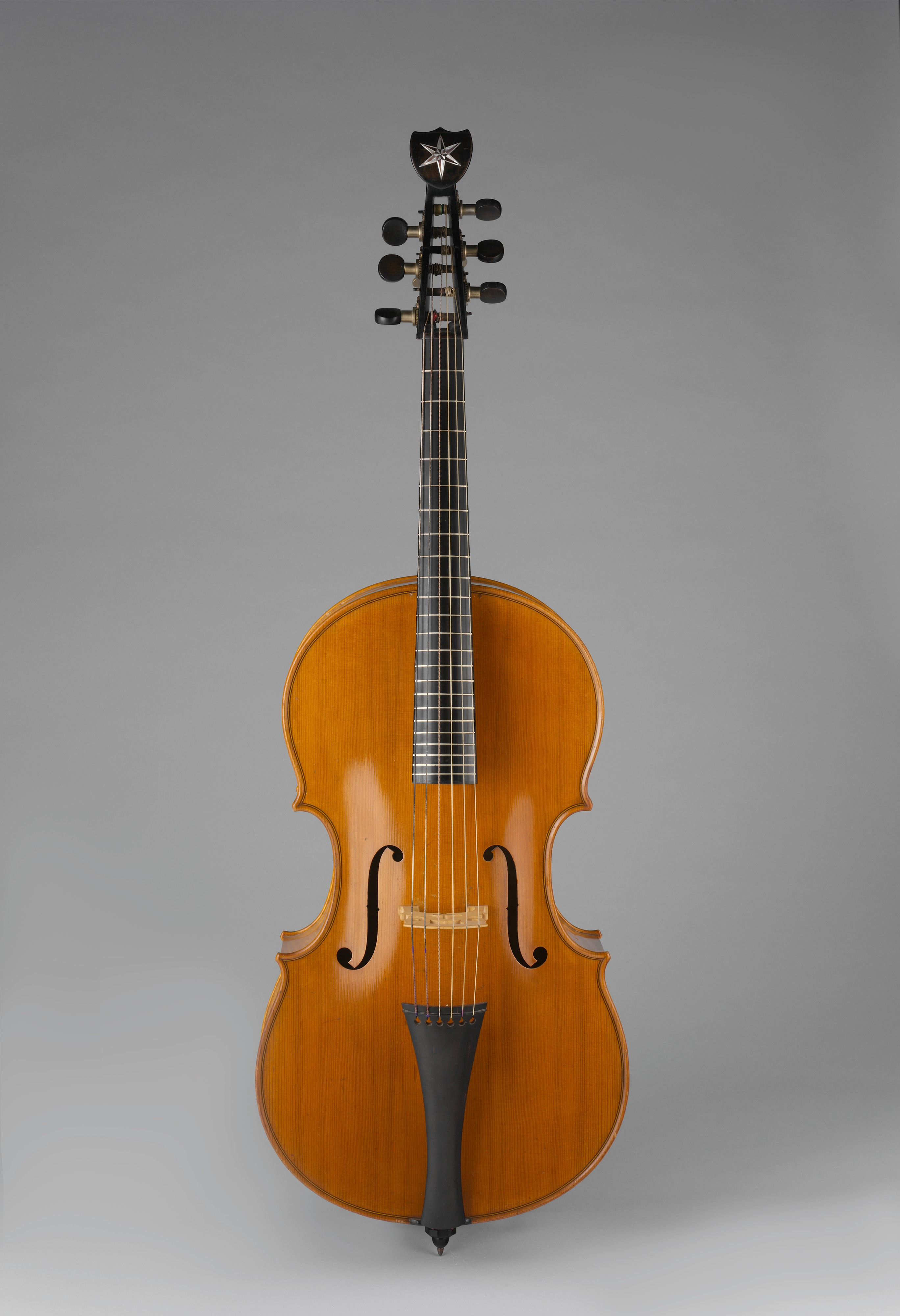
Arpeggione (1831).

L'arpeggione, instrument inventé par Stauffer en 1823, ne possédait jusqu'au début du XXIe siècle qu'un tout petit répertoire : la sonate en la mineur D821 de Schubert et des œuvres non disponibles de H. A. Birnbach et d'un certain Schmidt.
Depuis 2002, principalement à l'instigation de l'arpeggioniste belge Nicolas Deletaille, de nombreuses nouvelles œuvres pour arpeggione ont vu le jour, ont reçu leur création mondiale et/ou ont été enregistrées. L'arpeggioniste actuel dispose dorénavant d'un répertoire riche et varié qui ne cesse de s'agrandir. La présente liste tente de répertorier la totalité des œuvres écrites pour ou avec arpeggione.

## Arpeggione seul
- Giovanni Albini : "in crescendo" pour arpeggione seul (décembre 2008)
- Giuseppe D'Angelo : "Trasparenze" pour arpeggione seul (août 2011)
- Nicolas Deletaille et Laurent Beeckmans : Étude pour arpeggione seul (2001)
- Anna Gemelli : "Notturno" pour arpeggione seul (juin 2011)
- Jean-Michel Gillard : "D'après un rêve" pour arpeggione solo (août 2010)
- Jean-Michel Gillard : "Une pensée musicale" 'In memoriam Chloé Graftiaux' op. 22 pour arpeggione solo (décembre 2010)
- Jacques Leduc : "Pour l'arpeggione", Petite suite Op. 82 pour arpeggione seul (mars 2008)
- Laurent Mettraux : "Le Sommeil de la Raison produit des monstres", d'après Goya, pour arpeggione solo, M. 647 (décembre 2005)
- René Mogensen : "Salamis Dances" pour arpeggione solo (avril 2010)
- René Mogensen : "Quasi-Tarantas and Fantasy Dance" pour arpeggione solo (2003: version 1 pour guitare / décembre 2010: version 2 pour arpeggione)
- Kris Oelbrandt : Monologue pour arpeggione seul (janvier 2002)
- Marcela Pavia : "esseri che si muovono dietro le finestre che dormono" pour arpeggione seul (juillet 2011)
- Henri Pousseur : "Dépli et Configuration de l'Ombre" pour arpeggione seul (février 2007)
- Biagio Putignano : "Circondato di cielo" pour arpeggione seul (juin 2011)
- Dov Joshua Rosenschein : "Suite" pour Guitarre d'Amour (arpeggione) (printemps 2010)
- Alberto Schiavo : "Monumento a l'eternità dello spirto" pour arpeggione solo (août 2010)
- Igor Shcherbakov : "L'abbraccio del crocifisso" pour arpeggione seul (août 2011)
- Rossella Spinosa : "Mystic Elegy" pour arpeggione seul (juillet 2011)
- Steve Tilston : "Peregrinations With A Bowed Guitar" pour arpeggione seul (août 2011)
- Steve Tilston : "Slow air for an arpeggione" pour arpeggione seul (juillet 2012)
- Nicola Visalli : "Rawah" pour arpeggione microtonal seul (mai 2005)
- Nicola Visalli : "Mahlul" pour arpeggione microtonal seul (juin 2011)

## Arpeggione et électroniques
- Gilles Gobert : "Pièce" pour arpeggione et électronique (mars 2005)
- René Mogensen : "The Walls of Nicosia" pour arpeggione et électroniques (juillet 2010)
- René Mogensen : "Details of Spaces" (version 3) pour arpeggione et ordinateur (version 3: décembre 2010)

## Arpeggione et flûte à bec
- Grégory Guéant : Le Chant des Fulgures pour arpeggione et flûte à bec alto (janvier 2005)
- Grégory Guéant : Schèmes pour arpeggione et flûte à bec alto (mars 2005)

## Arpeggione et guitare
- Sarana Chou : Guitarpeggione pour arpeggione et guitare (mars 2002)
- Aldo Platteau : Sonum I et II pour arpeggione et guitare (printemps 2003)

## Arpeggione et piano (ou pianoforte)
- Benjamin Bailie : "Rumination" pour arpeggione et pianoforte (novembre 2008)
- Jean-Pierre Deleuze : "Toccata éolienne" pour alto (2002) ou arpeggione (2006) et piano
- Grégory Guéant : "In Kant" pour arpeggione et piano (avril 2006)
- Paul-Baudouin Michel : Dialectophonie pour arpeggione et piano (avril 2002)
- Dov Joshua Rosenschein : "3 Romances" pour Guitarre d'Amour (arpeggione) et piano (2008-2009)
- Franz Schubert : Sonate pour arpeggione et pianoforte en la mineur D821 (novembre 1824)
- Nicola Visalli : "Tammam" pour arpeggione microtonal et piano microtonal (avril 2005)
- Boyan Vodenitcharov : "Preludium I" pour arpeggione et pianoforte (version arpeggione: 2008)

## Autres configurations
- Nicolas Bardey : "Je prens congie" pour 2 flutes et arpeggione (juillet 2009)
- Jean-Pierre Deleuze : Âlâp pour arpeggione, guitare et bansuri (mars 2005)
- René Mogensen : "Sonata Neo-Schubert" pour arpeggione, pianoforte et électroniques (mai 2010)
- Dov Joshua Rosenschein : Quatuor pour deux cors de basset et deux arpeggiones (2010-2011)
- Dov Joshua Rosenschein : “Jabberwocky” pour arpeggione, cor de basset et baryton (voix), sur un texte de Lewis Carroll (2012)
- Dov Joshua Rosenschein: “3 Songs of Death” pour arpeggione, cor de basset et baryton (voix), sur un texte de Sh’mu’el Hanaggid (2012)

## Arpeggione et orchestre (ou large ensemble)
- H. A. Birnbach : Concerto pour arpeggione et orchestre (1823-24)
- Klaus Miehling : Konzert in D für Arpeggione, Streichorchester und B.c., op. 112 (septembre 2005)
- Klaus Miehling : Konzert in D für Arpeggione und Orchester, op. 113 (septembre 2005)
- Aldo Platteau : Sonum III pour arpeggione solo et 10 autres instruments (printemps 2003)
- Dov Joshua Rosenschein : "Three Songs of Love to Medieval Words" pour arpeggione et chœur mixte (2011).
- Spencer Topel : Concerto pour arpeggione et orchestre d'instruments anciens (juillet 2005)